# Cello
Celloen (cello er en kortform af italiensk violoncello) er tenor-instrumentet blandt strygerne. Dens fire strenge er stemt C – G – D – A, men en oktav dybere end bratschen. 
Celloen indgår i mange musikalske sammenhænge, bl.a. i symfoniorkesteret, strygekvartetten og klavertrioen. Celloen bliver overvejende brugt i klassisk musik, men også tit i rytmiske sammenhænge på grund af dens melodiske egenskaber og bløde klang. Der findes også rytmiske cellister og cellogrupper, hvoraf den mest kendte nok er heavyrockgruppen Apocalyptica fra Finland
Det italienske ord violoncello er dannet af violone med den almindelige diminutivendelse -cello. Fra et italiensk synspunkt er det derfor urimeligt at kalde instrumentet "cello". Familien Stradivarius har bygget nogle af de mest kendte instrumenter.

## Historie
I Renæssancen var celloen populær og anset som et vigtigt og elegant instrument. Men i dens senere år voksede den håndholdte, højlydte version meget i popularitet, og celloen endte med kun at være et populært instrument blandt de andre knæholdte modeller.
Omkring 1700 fik italienske musikere igen gjort celloen til et populært instrument i Nordeuropa, da der omkring 1660 blev opfundet trådbundne strenge, og de gjorde det muligt at spille finere og højere end før. Der blev foretaget mange ændringer op til 1750, hvorefter celloens størrelse og stemning blev, som vi kender den i dag.

## Kendte cellister
| - Frieda Belinfante - Fritz Bendix - Erling Bløndal Bengtsson - Karl Bjarnhof - Luigi Boccherini - Kim Bohr - Andreas Brantelid - Pablo Casals - Asger Lund Christiansen - Natalie Clein - Karl Davydov - Johan Philip Degen - Marcel Farago - Auguste Franchomme - Joseph Frøhlich - Michaela Fukačová - Frederik Christian Funck - Louis Glass |  | - Hildur Guðnadóttir - Robert Hausmann - Anton Hegner - Robert Henriques - Johan Hye-Knudsen - Thomas Jensen - Christian Kellermann - Søren Kuhlau - Gunnar Kvaran - Peter Brynie Lindeman - Joseph Linke - Otto Lohse - Henrik Marstal - Josef Merk - András Mihály - Franz Neruda - Thomas Agerfeldt Olesen - Otto Olsen |  | - David Popper - Jacqueline du Pré - Emil Robert-Hansen - Mstislav Rostropovitj - Albert Rüdinger - Peder Schall - Nils Schiørring - Henrik Vissing Schytte - Martin Seeberg - Adrien-François Servais - Torben Anton Svendsen - Léon Theremin - Henrik Dam Thomsen - Cæcilie Trier - Edvard Valberg - Julian Lloyd Webber - Yo-Yo Ma - Morten Zeuthen |